# Anolis fugitivus
Espèce
Anolis fugitivus est une espèce de sauriens de la famille des Dactyloidae. 

## Répartition
Cette espèce est endémique de l'Est de Cuba.

## Publication originale
- Garrido, 1975 : Distribución y variación del complejo Anolis cyanopleurus (Lacertilia: Iguanidae) en Cuba. Poeyana, no 143, p. 1-58.